# Татьянка (ручей, впадает в Рыбинское водохранилище)
Татьянка — река в России, протекает в Огарковском сельском поселении Рыбинского района Ярославской области, впадает в Рыбинское водохранилище, левый приток Волги.
Имеет исток в болотистом лесу в 1 км к востоку от деревни Осташево. Течёт в западном направлении, в деревне Осташево пересекает дорогу Р104 на участке между Рыбинском и Пошехоньем. Впадает в водохранилище в 2 км к западу от Осташево.